# フローラ

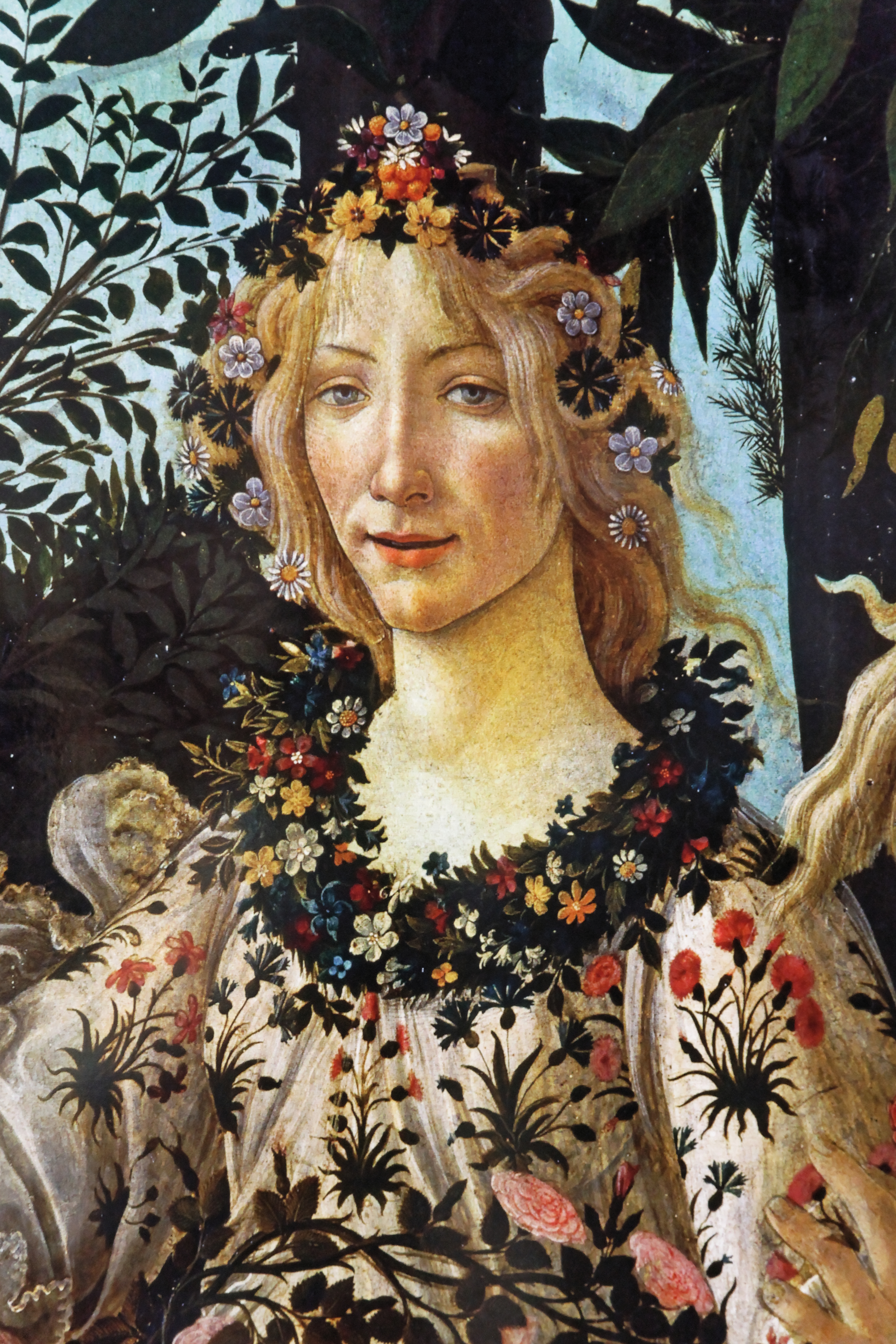
サンドロ・ボッティチェッリの『プリマヴェーラ』におけるフローラ。

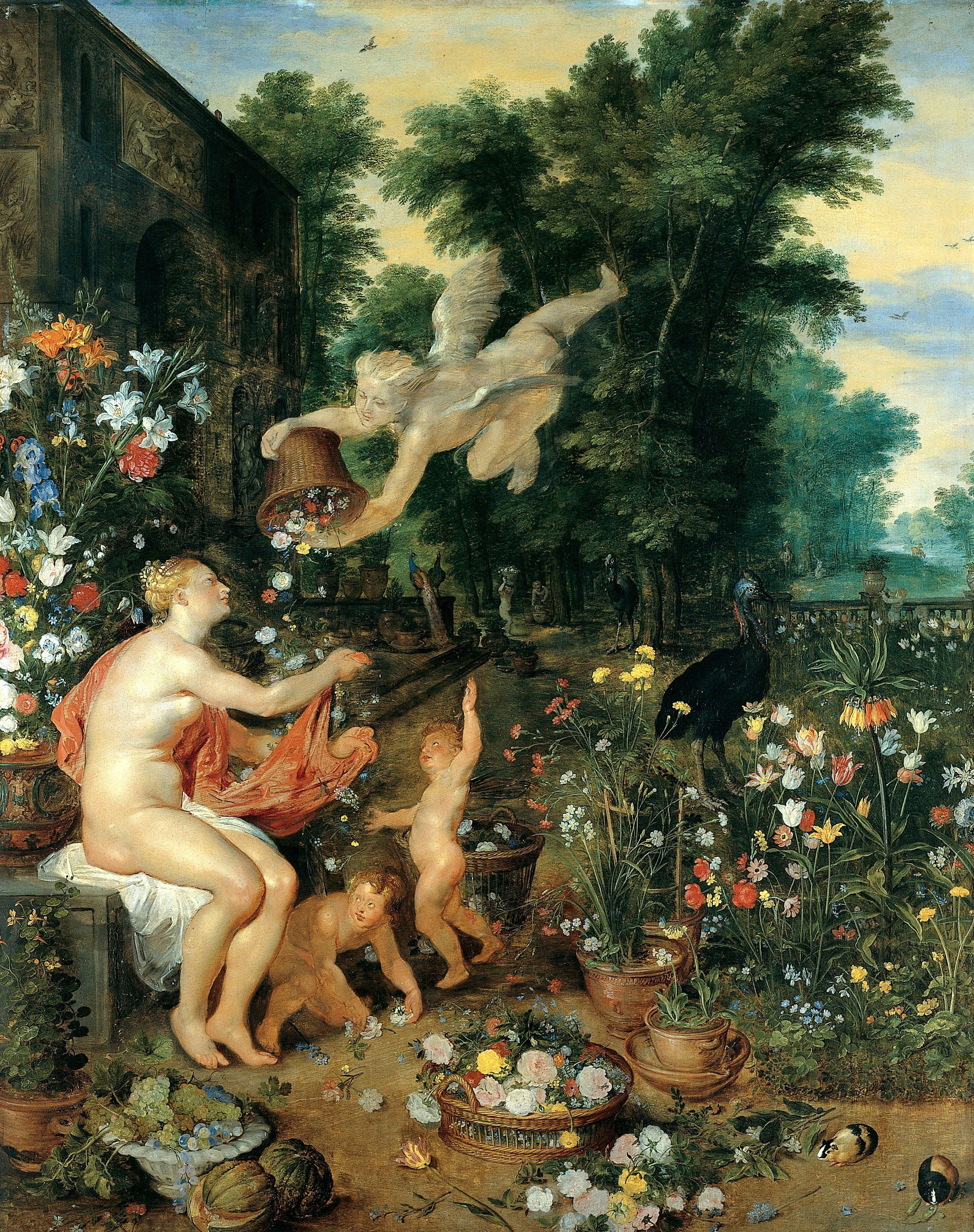
ヤン・ブリューゲル、ピーテル・パウル・ルーベンス『フローラとゼピュロス』1617年。モジクカウ城所蔵。

フローラ（ラテン語：Flōra）は、ローマ神話に登場する花と春と豊穣を司る女神。日本語では長母音記号を省略してフロラとも表記される。
ギリシア神話においてクローリス（Χλῶρις, Chlōris）という名のニュムペーが西風の神であるゼピュロスによってイタリアに連れて来られ、以後花の女神になったといわれており、これが後にフローラと同一視された。
また、フローラがマールスの誕生を助けたという説話も残されている。神々の女王ユーノーは、夫のユーピテルが自分でミネルウァを産んだために正妻としての面目を失った。そこでこれに対抗して、自分も一人で立派な子をもうけようと旅に出、フローラのもとを訪れたのだという。
そこでフローラは、触れた女が自然に子を身籠もる魔法の花を与えた。これによってユーノーは、ミネルウァに負けない戦士神マールスを産んだという。

## ギャラリー

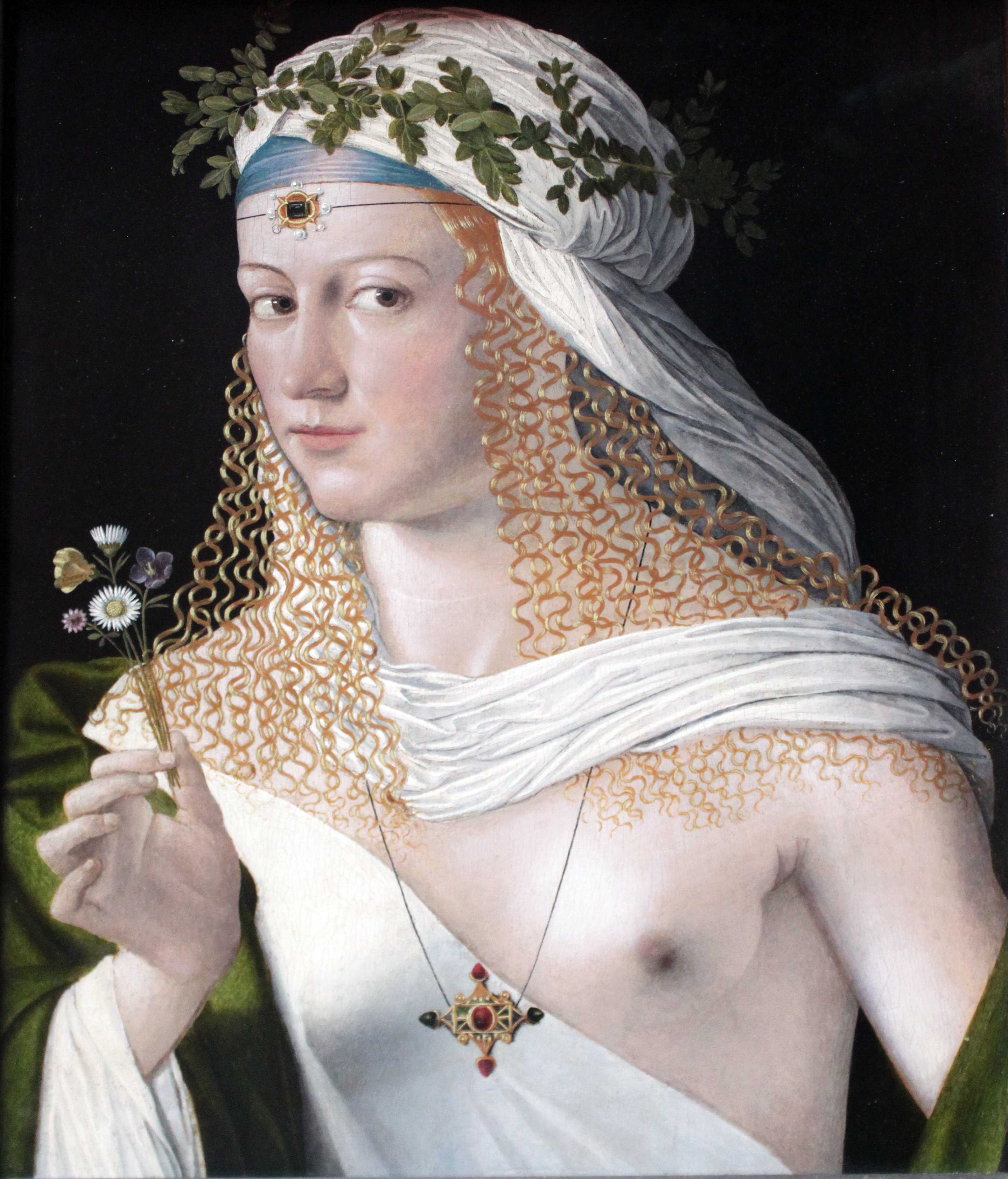
バルトロメオ・ヴェネト『フローラとしてのクルチザンヌの肖像』1520年頃 シュテーデル美術館所蔵
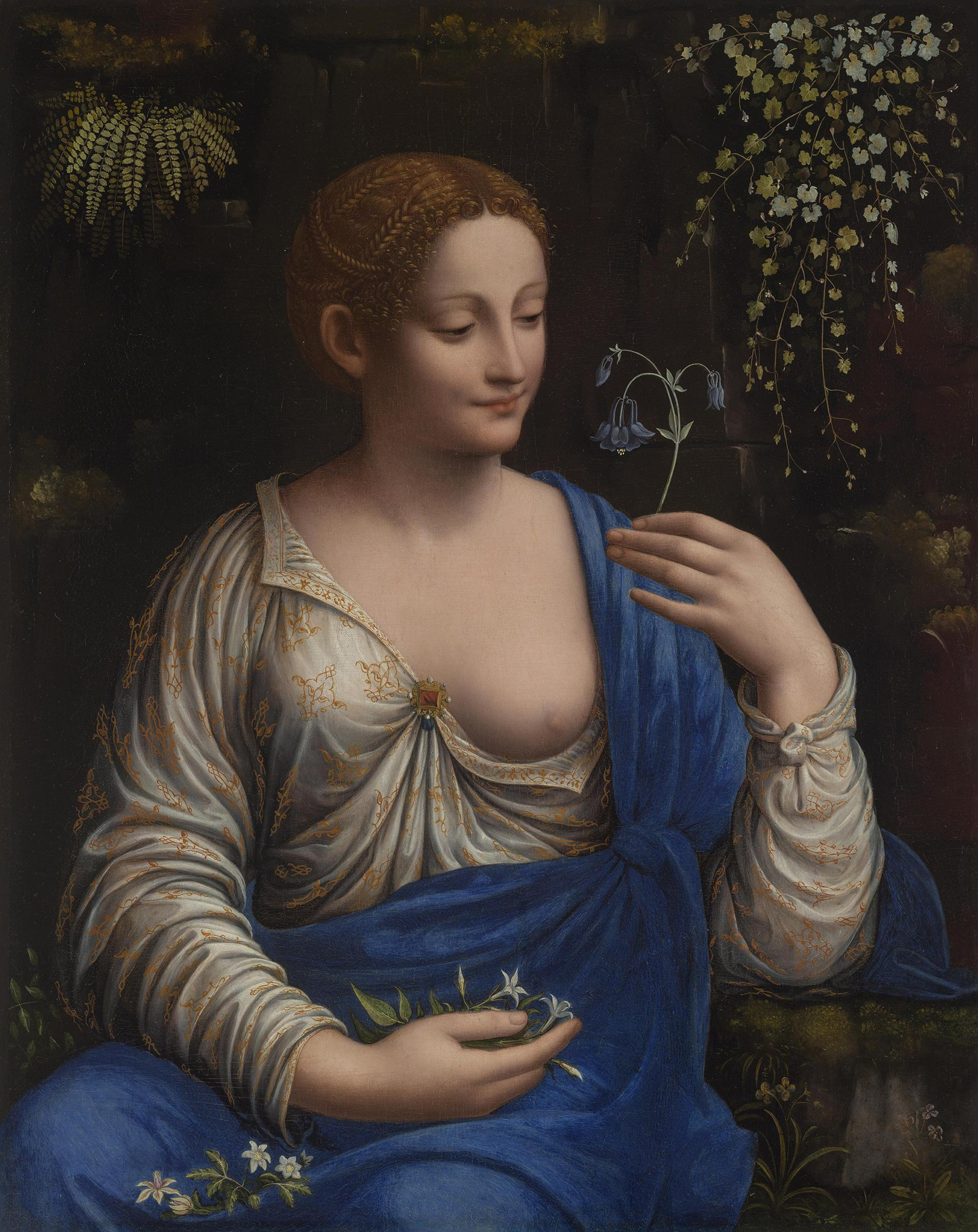
フランチェスコ・メルツィ『フローラ』1520年頃 エルミタージュ美術館所蔵
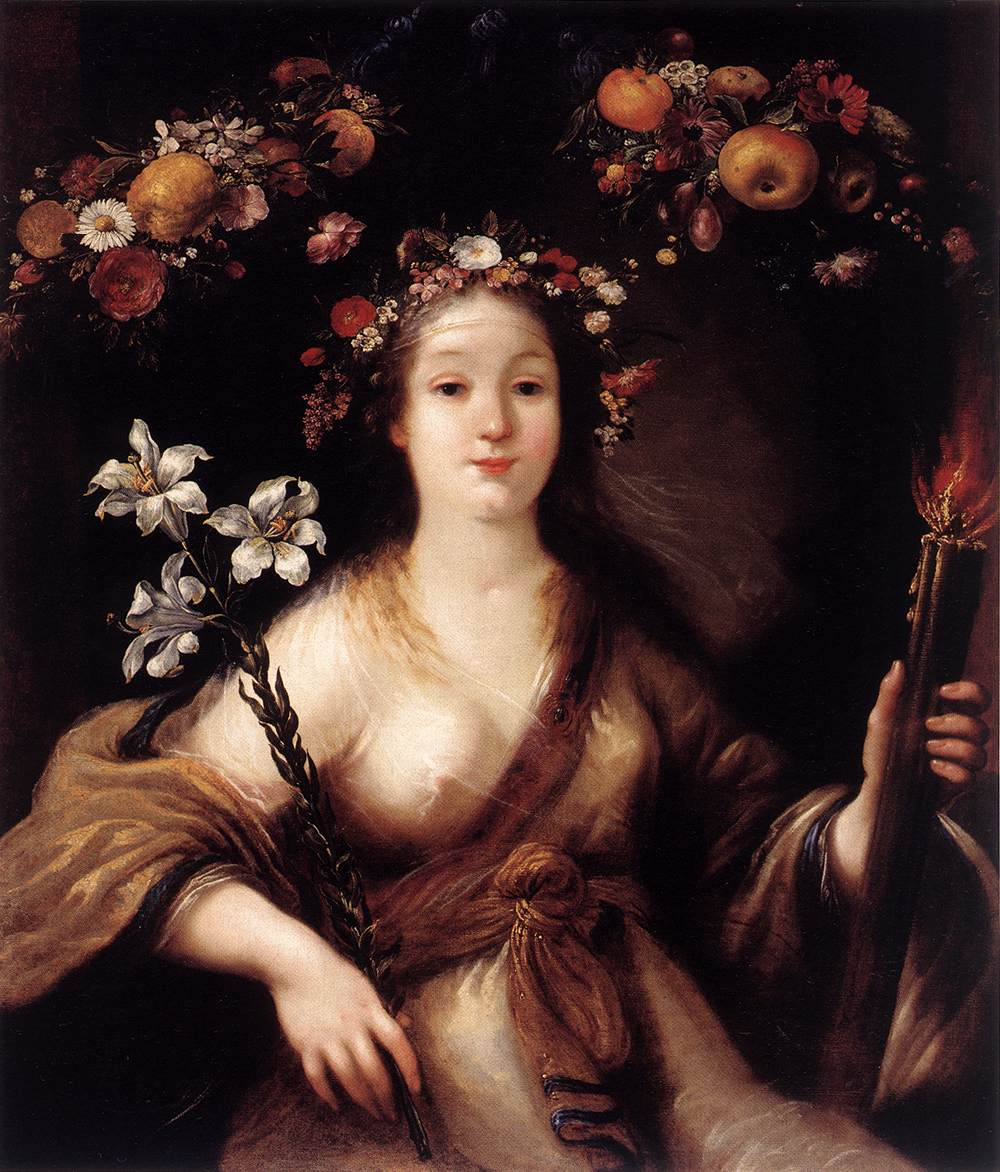
クロード・ヴィニョン『フローラ』1650年頃 ザルツブルク宮殿美術館（英語版）所蔵
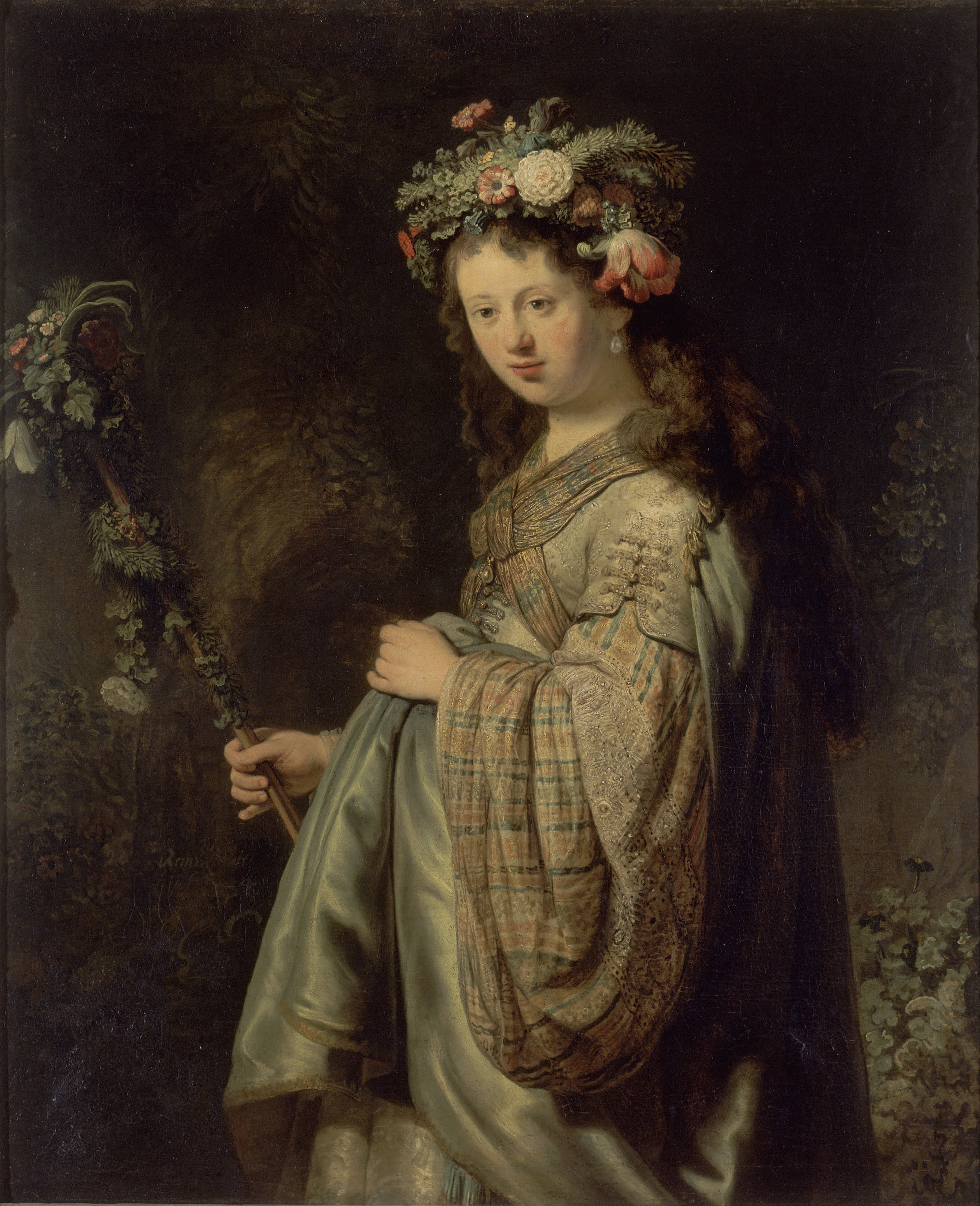
レンブラント・ファン・レイン『フローラ』1634年 エルミタージュ美術館所蔵
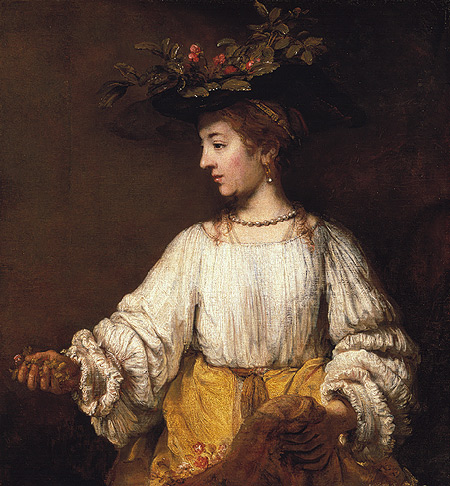
レンブラント・ファン・レイン『フローラ』1654年 メトロポリタン美術館所蔵
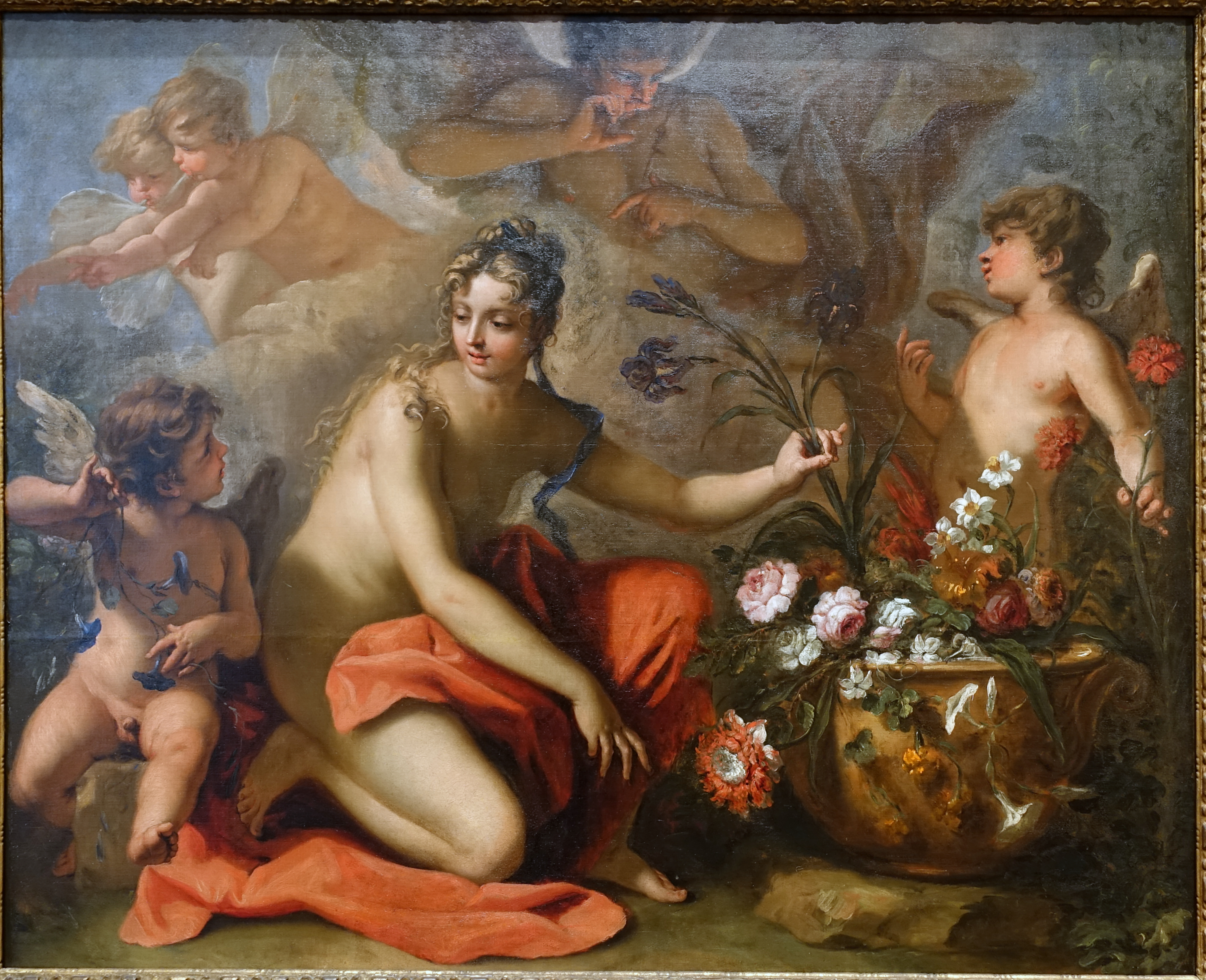
セバスティアーノ・リッチ『フローラ』1714年-1716年 ブラントン美術館所蔵
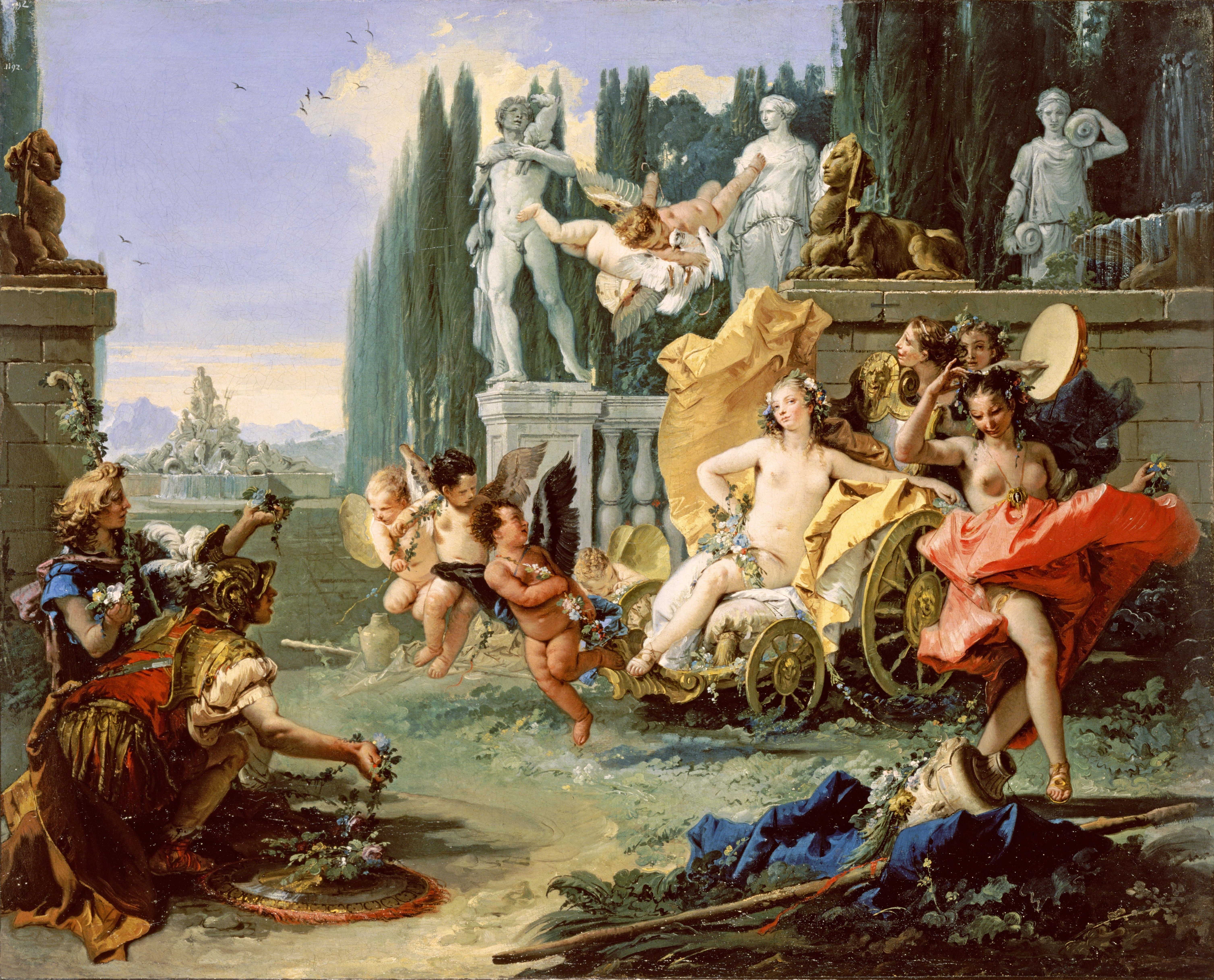
ジョヴァンニ・バッティスタ・ティエポロ『フローラの勝利』1743年頃 サンフランシスコ美術館（英語版）
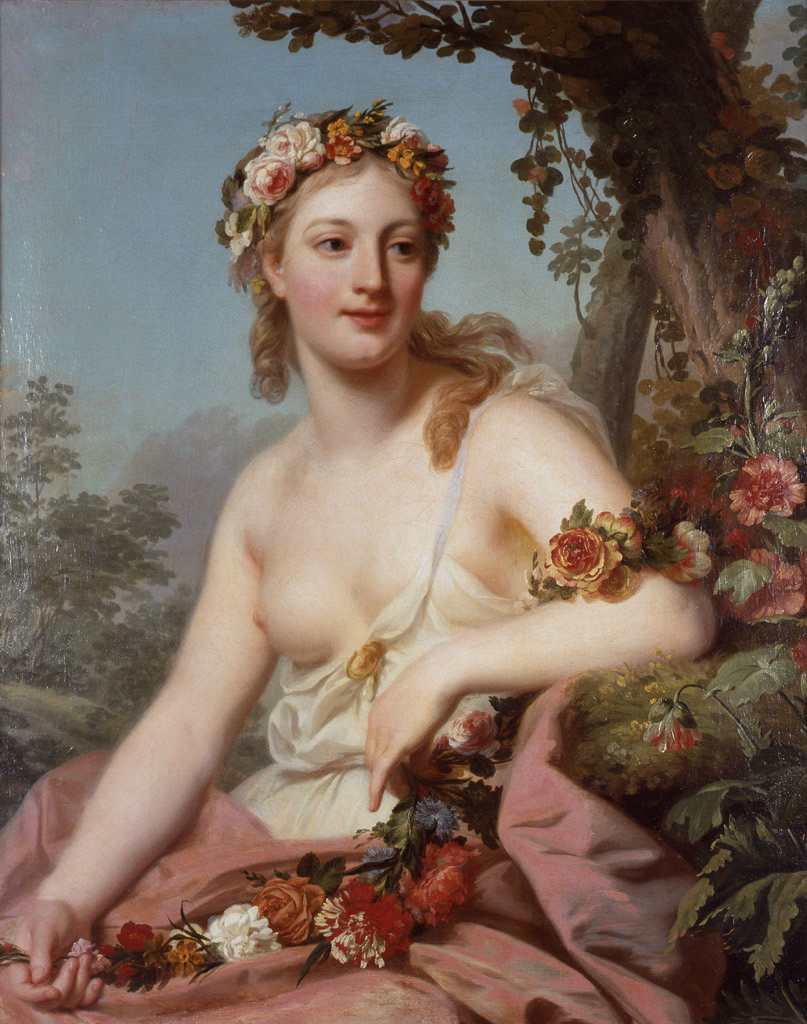
アレクサンドル・ロスラン『フローラ』18世紀 ボルドー美術館所蔵
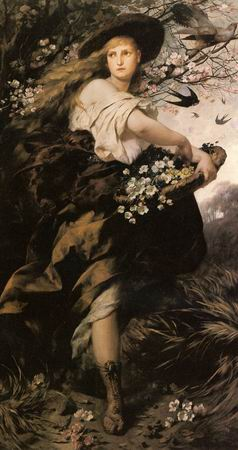
フェルディナント・ケラー『フローラ』1883年 個人蔵
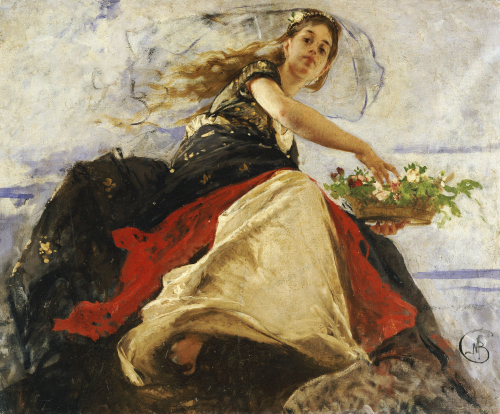
モーゼ・ビアンキ『フローラ』1890年
イーヴリン・ド・モーガン『フローラ』1894年 キャノン・ホール所蔵
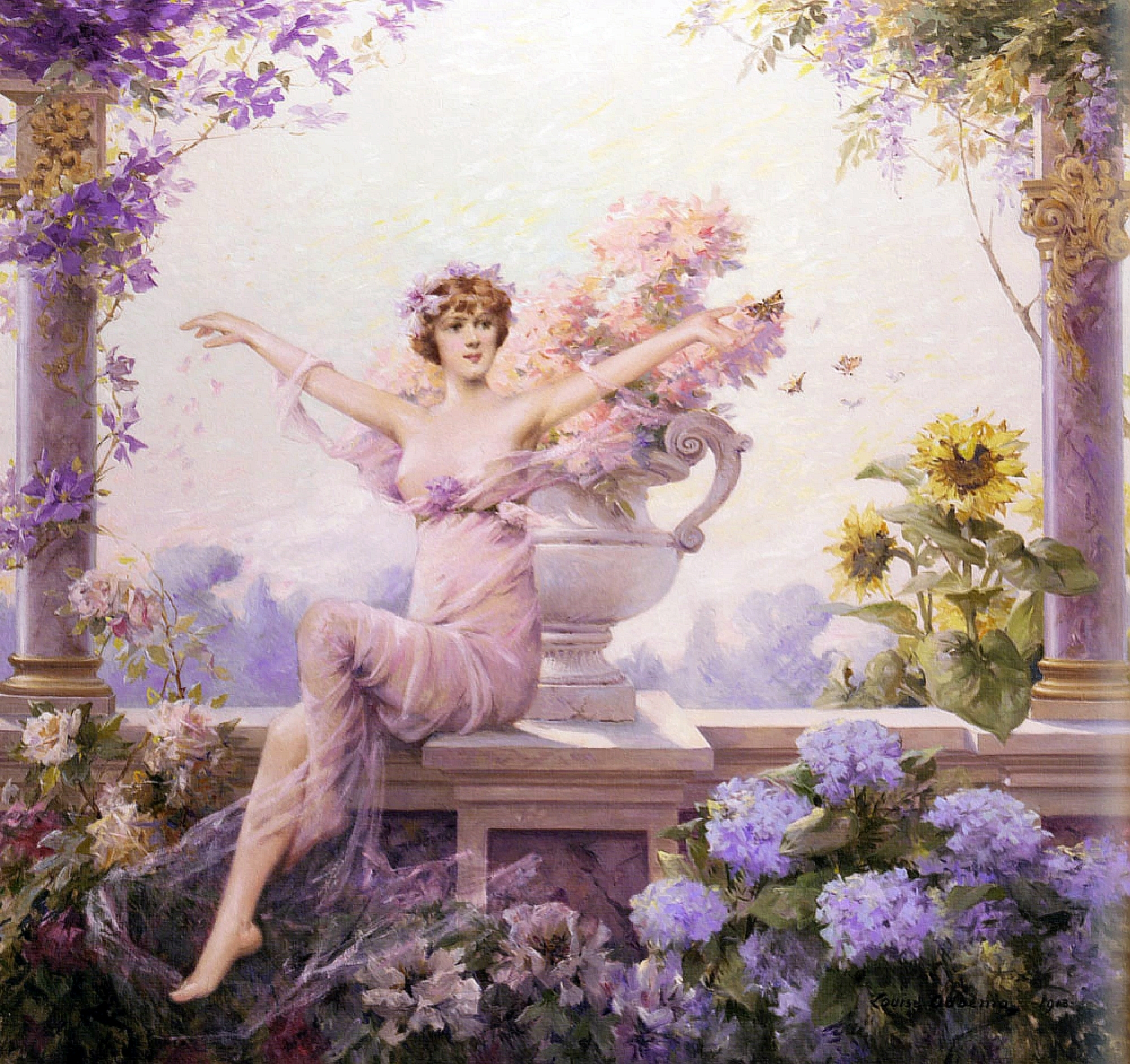
ルイズ・アベマ『フローラ』1913年 個人蔵